# ドオクタコンタン
| ドオクタコンタン | ドオクタコンタン |
| ---------------- | ---------------- |
| CH3(CH2)80CH3    |                  |
| IUPAC名          | ドオクタコンタン |
| 分子式           | C82H166          |
| 分子量           | 1152.1954        |
| CAS登録番号      | 7719-95-1        |

ドオクタコンタン (Dooctacontane) とは、直鎖状のアルカンの1種。炭素原子が82個、分岐することなく一列に連なっている。分子式はC82H166。分子量は1152.1954。